# Jaz in vas
Jaz in vas je slika olje na platnu iz leta 1911 belorusko-francoskega umetnika Marca Chagalla, ustvarjena leta 1911. Razstavljena je v Muzeju moderne umetnosti v New Yorku.

## Zgodovina
Jaz in vas je delo, ki ga je leta 1911 naslikal Chagall, ki je ravno prispel v Pariz, potem ko je zapustil domovino, da bi poiskal nova obzorja in priznanje v takratni prestolnici umetnosti.
Chagall se je vse življenje ukvarjal s skoraj enakimi temami, povezanimi z otroštvom in mladostjo v Vitebsku, domačim mestom in običaji, svetom judovske tradicije ter simboliko subjektivnega in osebnega videnja sveta.
Na tej sliki lahko vidimo različne elemente, reprezentativne za resničnost, ki se jih obravnava z vidika avtorjevih spominov na otroštvo, združene tako, da lahko govorimo o evokaciji in ne o objektivni resničnosti.

## Opis
Slika prikazuje idealizacijo tipa skupnosti, v kateri je Chagall odraščal, v kateri ljudje in živali živijo v harmoniji.
Delo je po konstrukciji kubistično in vsebuje veliko mehkih, sanjskih podob, ki se prekrivajo ena z drugo v neprekinjenem prostoru. V ospredju zelenoobrazni moški s kapo strmi v kozo ali ovco s podobo manjše koze, ki jo molzejo, na licu. V ospredju je žareče drevo, ki ga človek drži v temni roki. V ozadju je zbirka hiš ob pravoslavni cerkvi in narobe obrnjena violinistka pred črno oblečenim moškim s koso. Zelenolični moški nosi ogrlico z Andrejevim križem. Kot pove že naslov, na Jaz in vas vplivajo spomini na umetnikov rojstni kraj in njegov odnos do njega.
Pomen slike je v brezhibni integraciji različnih elementov vzhodnoevropskih ljudskih pravljic in kulture, tako beloruske kot jidiš. Njegovi jasno opredeljeni semiotični elementi (npr. Drevo življenja) in drzno čudaški slog so takrat veljali za prelomne. Njegov frenetičen, domišljijski slog je zaslužen za to, da so Chagallovi spomini na otroštvo postali, po besedah učenjaka H.W. Janson, »kubistična pravljica«, ki jo je preoblikovala njegova domišljija, ne glede na naravno barvo, velikost ali celo zakone gravitacije.